# 13033 Gardon
13033 Gardon (tên chỉ định: 1989 TB5) là một tiểu hành tinh vành đai chính. Nó được phát hiện bởi Eric Walter Elst ở Đài thiên văn La Silla ở Chile ngày 7 tháng 10 năm 1989. Nó được đặt theo tên Gardon, a river of southern France.